# Passport to Paris
Passport to Paris (Pasaporte a Paris en Latinoamérica) es una película de 1999, protagonizada por las famosas gemelas Mary-Kate y Ashley Olsen, quienes también son productoras ejecutivas y fue dirigida por Alan Metter.

## Sinopsis
Melanie y Allyson son dos gemelas de trece años que llegan a París para pasar una semana en casa de su abuelo, embajador de los Estados Unidos en Francia. Un empleado de la embajada se encarga de llevarlas a museos y exposiciones, hasta que conocen a dos chicos de su edad y empiezan a divertirse.